# Zanthoxylum nadeaudii
Zanthoxylum nadeaudii är en vinruteväxtart som beskrevs av Emmanuel Drake del Castillo. Zanthoxylum nadeaudii ingår i släktet Zanthoxylum och familjen vinruteväxter. Inga underarter finns listade i Catalogue of Life.